# Занки
Занки — село (до 2010 — селище) в Україні, у Слобожанській міській громаді Чугуївського району Харківської області. Населення становить 62 осіб. До 2020 року орган місцевого самоврядування — Геніївська сільська рада.

## Географія
Село Занки знаходиться за 6 км від річки Сіверський Донець (лівий берег), рівновіддалене на відстань ~ 5 км від населених пунктів Геніївка, Українське, Дачне, Лиман та Слобожанське. Поруч із селом залізнична станція Занки.